# Samuel Tolansky
Samuel Tolansky (apellido original de origen lituano: Turlausky) (17 de noviembre de 1907 – 4 de marzo de 1973) fue un físico británico. Especializado en interferometría, participó en el programa Apolo, dedicado al estudio del comportamiento óptico del polvo lunar.

## Vida personal
Sus padres eran judíos lituanos emigrados al Reino Unido. Tolansky conoció a su mujer, Ottilie Pinkasovich (1912-1977) en Berlín, donde él se encontraba realizando trabajos de investigación y ella era alumna de la Academia de Arte de Berlín. Se casaron en 1935.

## Educación
Tras educarse en escuelas locales de Newcastle, asistió al colegio Rutherford entre 1919 y 1925. Más adelante completó sus estudios en el Armstrong College, en la Universidad de Durham, y en el King College de Durham. En 1928 obtuvo su graduación en ciencias con honores por la Universidad de Durham. Posteriormente investigó en el Armstrong College de 1929 a 1931.
Posteriormente pasó a trabajar en el Physikalisch-Technische Reichanstalt de Berlín, a las órdenes de Friedrich Paschen y de varios espectroscopistas, donde aprendió cómo fabricar películas de alta reflectividad por evaporación.
Desde Berlín se trasladó al Imperial College de Londres gracias a una beca. Allí, desde 1932 hasta 1934, investigó en interferometría dirigido por A. Fowler, empezando a escribir "Estructura Hiperfina en Líneas Espectrales y Espín Nuclear".

## Carrera
Empezó a trabajar como docente en la Universidad de Mánchester en 1934, bajo la dirección de William Lawrence Bragg. En Mánchester continuó su trabajo sobre espines nucleares, realizando trabajos para el ejército que implicaban la espectroscopia óptica del uranio-235, midiendo su espín. También desarrolló la interferometría de haz múltiple, continuó su labor docente y escribió "Introducción a la Física Atómica" en 1942.
Entre 1947 y 1973 fue profesor de física en la Universidad de Londres. En 1960 apoyó la admisión de alumnos masculinos en un college fundado solo para mujeres, siendo finalmente admitidos en 1965. Los alumnos de postgrado ya habían sido admitidos desde 1945.
Resultó elegido miembro de la Real Sociedad Astronómica en 1947, y de la Royal Society en 1952.
Recibió en 1948 el Premio C. V. Boys de la Sociedad Física de Londres por sus contribuciones a la óptica; y la Medalla de Plata de la Real Sociedad de Artes en 1961.
Entre sus otros trabajos, estuvo particularmente interesado en la óptica del diamante. Como investigador de la NASA, intervino en un asunto parcialmente relacionado con este, la investigación de las características ópticas del polvo lunar de la primera misión en aterrizar sobre el satélite, la del Apolo 11.
En 1969 apareció en el programa de astronomía de la BBC El Cielo por la noche, hablando sobre las dimensiones del espacio, e introduciendo el concepto de los teóricos habitantes de un mundo bidimensional.
Perteneció al comité de nominaciones del Premio Nobel de Física.

### Publicaciones de Tolansky
Relación del archivo del Royal Holloway College:
- Editor of Practical handbook on spectral analysis Pergamon Press, Oxford, 1964, ASIN: B001OP6BCG
- An introduction to interferometry (Longmans, Green and Co, London, 1955)
- Curiosities of light rays and light waves (Veneda Publishing, London, 1964)
- Fine structure in line spectra and nuclear spin (London, 1935)
- High resolution spectroscopy (Methuen and Co, London, 1947)
- Introduction to atomic physics (Longmans and Co, London, 1942)
- Multiple-beam interferometry of surfaces and films (Clarendon Press, Oxford, 1948)
- Optical illusions (Pergamon Press, Oxford, 1964);
- Surface microtopography (Longmans, London, 1960); The history and use of diamond (Methuen and Co, London, 1962)
- editor of The human eye and the sun: hot and cold light (Pergamon Press, Oxford, 1965)
- Interference microscopy for the biologist (Thomas, Springfield Illinois, 1968)
- The strategic diamond (Oliver and Boyd, Edinburgh, 1968)
- Revolution in optics (Penguin Books, Harmondsworth, 1968)
- Microstructures of surfaces using interferometry (Arnold, London, 1968).

## Eponimia
- El método de Tolansky, utilizado en mediciones de espesores muy finos por interferometría.
- El cráter lunar Tolansky lleva este nombre en su memoria.[6]